# ردیف تصویرسازی بازیافت معکوس

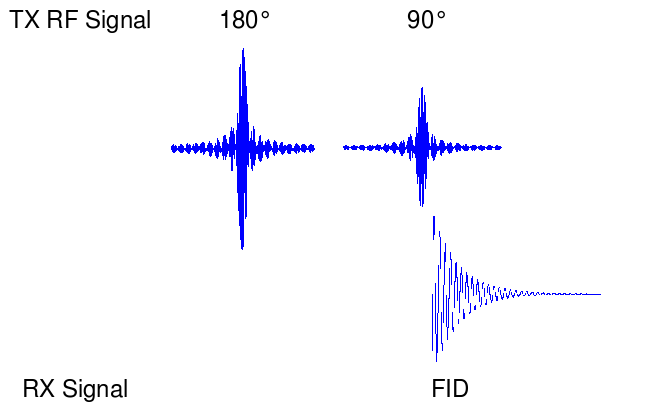
توالی پالس بازیافت معکوس

ردیف تصویرسازی بازیافت معکوس (به انگلیسی: Inversion recovery pulse sequence) نوعی روش در ردیف ضربانی در ام آر آی است.
در این روش توالی پالسی، در ابتدا یک پالس ۱۸۰ درجه اعمال می‌شود که پس از مدتی تاخیر (مثل تاو)، یک پالس ۹۰ درجه اعمال می‌شود. به‌دنبال آن بلافاصله یک سیگنال القای نزولی آزاد دریافت می‌گردد. پس از دریافت این سیگنال، یک تاخیر دیگر نیز بجهت بازگشتن Mz به مقدار تعادل خود اعمال می‌شود.
توالی پالس FLAIR بر اساس روش بازیافت معکوس کار می‌کند.

## جستارهای دیگر
- ردیف تصویرسازی اسپین اکو